# Melanie Smith
Melanie Smith (Memphis, 23 de setembro de 1949) é uma ginete estadunidense, especialista em saltos, campeã olímpico. 

## Carreira
Melanie Smith representou seu país nos Jogos Olímpicos de 1984 e 1988, na qual conquistou a medalha de ouro nos salto individual e por equipes em 1984.